# 섬마을 선생님 (2004년 드라마)
《섬마을 선생님》은 2004년 6월 2일부터 2004년 7월 22일까지 방영된 SBS 드라마 스페셜로, 천방지축 여주인공이 우연히 범죄 현장을 목격하면서 경찰과 함께 조폭을 피해 섬으로 들어가고 우연한 기회에 섬마을 선생님이 되면서 겪는 에피소드를 그린 드라마인데 1회 방영분에서 조직 폭력배 행동 대장인 박광기(권오중 분)가 호텔 사장을 흉기로 찔러 죽이는 장면을 고스란히 내보내 비판을 받았다.

## 등장 인물

### 주요 인물
- 김민종 : 추호태 역
- 한지혜 : 홍은수 역
- 박은혜 : 윤지영 역
- 이동욱 : 장재두 역

### 그 외 인물
- 권오중 : 박광기 역
- 한진희 : 양낙철 역
- 전노민 : 김 변호사 역
- 이주석 : 철우 역
- 장언 : 상태 역
- 김영란 : 재두 모 역
- 김미숙 : 은수 모 역
- 이희도 : 반장 역
- 이현 : 현구 역
- 오수아 : 현구 약혼녀 역
- 김승욱 : 조 형사 역
- 김유철 : 이 형사 역
- 이승민 : 정 형사 역
- 김재인 : 현주 역
- 은채 : 지현 역
- 김민정 : 선영 역
- 장항선 : 이장 역
- 정철석 : 이장 아들 황우연 역
- 신복숙 : 조향실 역
- 정한헌 : 박치만 역
- 박주아 : 최봉선 역
- 유혜리 : 구멍가게 주인 민영선 역
- 노성은 : 간호조무사 김영미 역
- 길민성 : 철석 아들 정달 역
- 문종찬 : 철석 아들 정해 역
- 김찬혁 : 치만 아들 박남술 역
- 이유나 : 치만 딸 박동술 역
- 정지안 : 봉선 손녀 지화정 역
- 차예련 : 하루도의 학교 선생 역
- 김용운 : 우체부 역
- 이도련 : 은수 외삼촌 역
- 김광규 : 운전기사 역
- 장언
- 김재인
- 은채
- 원숙희
- 유형관
- 최영균
- 김상식
- 장은비
- 이승민
- 황보라
- 전성우
- 김은경
- 박정선

## OST
| #   | 제목                                  | 작사   | 작곡   | 편곡   | 재생 시간 |
| --- | ------------------------------------- | ------ | ------ | ------ | --------- |
| 1.  | 〈Intro〉                             |        | 성우석 | 성우석 | 0:49      |
| 2.  | 〈좋아하는 사람이 생겼는데〉 (김진우) | 이경   | 성우석 | 김지수 | 4:01      |
| 3.  | 〈Somtimes〉 (김지수)                 |        | 김지수 |        | 4:05      |
| 4.  | 〈동화〉 (김지수)                     |        | 김지수 |        | 1:57      |
| 5.  | 〈그래도 좋아요〉 (유효림)            | 이경   | 성우석 | 성우석 | 4:42      |
| 6.  | 〈그림자〉 (성우석)                   |        | 성우석 |        | 1:52      |
| 7.  | 〈Walking〉 (성우석)                  |        | 성우석 |        | 2:27      |
| 8.  | 〈인연설〉 (이아란)                   | 이경   | 성우석 | 성우석 | 3:07      |
| 9.  | 〈회상〉 (김지수)                     |        |        | 김지수 | 2:57      |
| 10. | 〈Love〉 (김지수)                     |        | 김지수 |        | 3:16      |
| 11. | 〈시작〉 (고찬일, 김지수, 한채윤)     | 김지수 | 김지수 | 김지수 | 3:28      |
| 12. | 〈사내들〉 (성우석)                   |        | 성우석 |        | 2:24      |
| 13. | 〈맞짱〉 (성우석)                     |        | 성우석 |        | 3:30      |
| 14. | 〈Sunshine〉 (김지수)                 |        | 김지수 |        | 2:44      |
| 15. | 〈For You〉 (지서련)                  | 이경   | 성우석 | 성우석 | 4:39      |
| 16. | 〈좋은 사람〉 (성우석)                |        | 성우석 |        | 3:41      |
| 17. | 〈Run!〉 (성우석)                     |        | 성우석 |        | 1:55      |
| 18. | 〈비상〉 (강우진)                     | 이경   | 성우석 | 성우석 | 3:16      |

## 시청률(TNS 미디어)
- 1회 12.3%
- 2회 14.3%
- 3회 13.3%
- 4회 12.2%
- 5회 12.3%
- 6회 11.3%
- 7회 12.1%
- 8회
- 9회 13.5%
- 10회 12.2%
- 11회 13.9%
- 12회 13.2%
- 13회 10.9%
- 14회 12.3%
- 15회 10.0%
- 16회 10.3%

## 참고 사항
- 홍은수 역은 원래 장나라가 낙점되었으나 개인사정으로 고사하면서 한지혜로 교체되었다.[2]